# Abbaye de Kaisheim
L’abbaye de Kaisheim est une ancienne abbaye cistercienne, située en Bavière. Fondée au début du XIIe siècle, elle est en grande partie rebâtie dans un style baroque, mais sécularisée par les armées napoléoniennes en 1803. Les bâtiments ont été pour partie transformés en prison depuis le XIXe siècle.

## Localisation
L'abbaye de Kaisheim est située dans le village éponyme, à quelques kilomètres au nord du Danube et de la ville de Donauworth, en Souabe (land de Bavière).

## Histoire

### Fondation
L'abbaye est fondée en 1133 à l'initiative du comte Heinrich Ier von Lechsgmünd et de sa femme Liukardis. Ils font tous deux venir des moines cisterciens de l'abbaye, située sur l'actuelle frontière franco-suisse, de Lucelle. suivant la tradition cistercienne, douze moines et l'abbé viennent fonder le nouvel établissement.

### Au Moyen Âge
L'abbaye devient rapidement un centre spirituel important de Souabe. Le moine Bernold ou Berthold, mort en 1312, y prononce une série de sermons dont 154 sont conservés dans la bibliothèque. Sous les deux abbés Ulrich (1340-1360), une relation épistolaire se noue entre le monastère et les trois religieuses mystiques de l'abbaye d'Engelthal, Christine Ebner, sa sœur Marguerite et Adélaïde Langmann,.
Mais la bibliothèque de Kaisheim est également réputée pour des ouvrages bien plus profanes, comme des pièces de théâtre ou des œuvres poétiques d'Ovide, Horace, Tibulle, Juvénal, Ésope, etc..

### L'abbaye impériale
En 1656, l'abbaye de Kaisheim est déclarée « impériale », c'est-à-dire qu'elle bénéficie de l'immédiateté impériale.

### La sécularisation

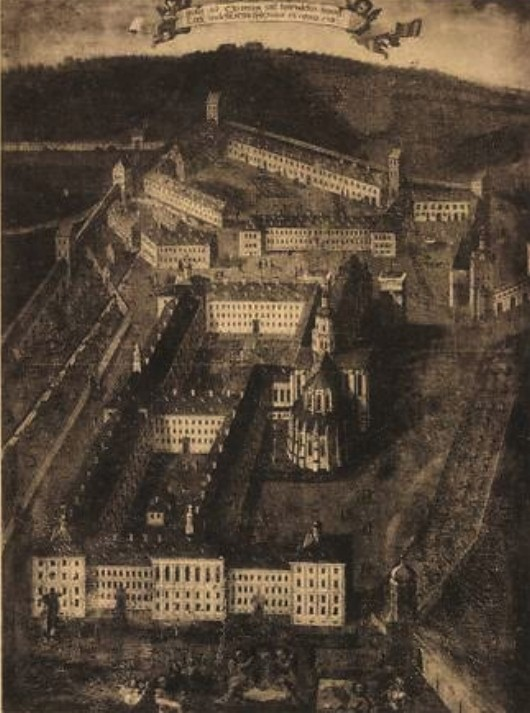
L'abbaye de Kaisheim vers 1700.

La sécularisation chasse les moines en 1803. L'abbaye sert de logements aux armées en campagne ; en 1816, elle est brièvement utilisée par les Franciscains avant d'être partiellement transformée en prison, ce qu'elle est toujours. Dès 1817, soixante personnes (hommes et femmes) sont incarcérées dans le bâtiment, nombre qui monte à 687 hommes et 232 femmes en 1845.
De 1851 à 1862, la prison est réservée aux condamnés ayant subi des peines particulièrement lourdes du fait de crimes graves. En 1862, une nouvelle réforme fixe le nombre maximal de détenus à 670 hommes, ce qui en fait la plus grande institution carcérale de Bavière. Mais ce plafond n'est pas respecté et, en 1867, on compte 1 051 prisonniers à Kaisheim. La situation ne revient à la normale qu'à la fin des années 1870.
Au tournant du XXe siècle, et plus encore durant la république de Weimar, des principes humanistes président à l'amélioration des conditions de vie des détenus, avec la limitation des dortoirs collectifs et la systématisation des cellules individuelles, la création d'emplois dans la prison : fabrication de matériel agricole, travaux agricoles en dehors de la prison dans les années 1850, cordonneries en 1866, serrurerie en 1869, métallurgie et sculpture sur bois en 1873, fabrication de lingots d'or en 1880, enfin, papeterie, reliure et impression, qui sont les seuls métiers qui y subsistent). Après la grave épidémie de 1853-1854, des améliorations des conditions d'hygiène sont également entreprises, ainsi qu'une progressive ouverture aux activités sportives et culturelles.
En revanche, dès 1933, les conditions de détention empirent brusquement, avec l'arrivée au pouvoir des nazis ; les prisonniers politiques y sont massivement internés ; la prison contient 2 319 personnes dont 950 étrangers en 1945. Elle est libérée par les troupes américaines le 25 avril de la même année.

## Église

### Tombeaux
L'abbaye de Kaisheim est le lieu de sépulture de la maison comtale de Lechsgemünd-Graisbach (de) et de certaines de ses familles ministérielles, comme entre autres les von Pappenheim (de), von Wemding, von Schweinspoint, von Schepach, famille von Rechenberg et Schenk von Geyern (de).